# Lele Blade
Lele Blade, pseudonimo di Alessandro Arena (Napoli, 6 giugno 1989), è un rapper italiano, membro del collettivo SLF (con Vale Lambo, MV Killa e Yung Snapp), e del duo Le Scimmie (con Vale Lambo).

## Biografia

### Gli inizi, vari collettivi e Le Scimmie (2010–2017)
Nel 2010 fonda insieme a Dome Flame, Vinz Turner e Danny Mega il collettivo 365 MUV (chiamato inizialmente Cazooria Muv) e inizia a registrare le prime strofe. Lele Blade nel 2011 entra anche nel collettivo U.F.O. Rap Team composto da Dome Flame, Raz, Oyoshe, Fabio Farti, Davide Nicosia, Emcee O'zi, Ivanò, Skiattakiattilli, O'3, Shoe, Deka, Enzomare, Oni e Valerio Nazo. Successivamente Lele si unisce con Dome Flame per formare un duo, i Kimicon Twinz, e pubblicano Hood Love nel 2012, album d'esordio del duo. In seguito pubblicano altri brani, nel 2014 prendono parte al brano N.A. dei Fuossera e circa un anno dopo il duo si scioglie. Nel 2017 Lele partecipa ai brani Semp fujenn e Day one della 365 MUV.
Con Le Scimmie, duo formato insieme al rapper Vale Lambo, pubblica l'album El Dorado. Il disco, prodotto dal giovane beatmaker Yung Snapp, fu pubblicato il 30 settembre 2016 per Dogozilla Empire, etichetta discografica fondata da Don Joe, e Universal Music Italia. El Dorado vanta le collaborazioni di rapper noti quali Jake La Furia, Izi, Ntò, Vegas Jones e Clementino. Nel 2017 El Dorado è stato pubblicato in una versione deluxe, con l'aggiunta di quattro tracce bonus.

### Carriera solista eNinja Gaiden(2018)
Il 26 ottobre 2018 pubblica il suo primo album da solista Ninja Gaiden per Universal e Dogozilla Empire. Il disco è composto da 13 tracce, tra cui il singolo apripista Sosa, in collaborazione con Geolier, uscito il 12 ottobre. Collabora anche con Yung Snapp nella traccia Bentley, con CoCo nella traccia Friends e infine con MV Killa nella traccia Come sto viaggiando.

### BFM Music eVice City(2019–2020)
Nel 2019 esce dal collettivo 365 MUV insieme a Vale Lambo, MV Killa, Yung Snapp e Niko Beatz per crearne un altro: SLF (acronimo di Siamo La Fam), formato dai cinque artist appena citati. Il 3 giugno 2019 viene annunciata la sua firma per BFM Music, etichetta del rapper Luchè, partnership di Universal che si occupa della distribuzione. Lo stesso mese viene rilasciato il primo progetto per l'etichetta, Vice City. È un album contenente sei tracce, interamente prodotto da Yung Snapp, a parte Loco prodotta da Dat Boi Dee e certificata disco d'oro dalla FIMI. Nell'album collabora con Vale Lambo (nel singolo La bamba, prima traccia insieme dopo El Dorado), Gemitaiz e Luchè. A fine anno pubblica il singolo Gringo, prodotto da Yung Snapp, e il 28 gennaio 2020 esce il singolo Fuego, inciso insieme a Neves17 e Geolier. Il 23 giugno dello stesso anno viene pubblicato il primo brano del collettivo SLF, intitolato Squad, e qualche giorno dopo Lele rilascia il singolo Prohibido; collabora poi con Gigi D'Alessio in tre tracce contenute nell'album Buongiorno e nel singolo Guagliune, grazie al quale è ospite alla 71ª edizione del festival di Sanremo.

### AmbizioneeCon i miei occhi(2021–presente)
Il 17 settembre 2021 Lele Blade pubblica Ambizione, il secondo album in studio da solista. Il disco è stato anticipato dal singolo Just for Fun con Yung Snapp e contiene 13 tracce e le collaborazioni di Paky, Ernia, Geolier, Vale Lambo e MV Killa. Il progetto ha sancito l’inizio della collaborazione del rapper con Columbia e Sony Music.
Il 27 maggio 2022 viene pubblicata una nuova versione digitale di Ambizione contenente altre 6 tracce, di cui 4 inediti. Il 25 ottobre 2024 è la volta del suo terzo album in studio, Con i miei occhi, la quale versione deluxe è stata pubblicata il 2 maggio 2025.

## Discografia

### Da solista
Album in studio
- 2018 – Ninja Gaiden
- 2021 – Ambizione
- 2024 – Con i miei occhi

EP
- 2019 – Vice City

Singoli come artista principale
- 2018 – Arizona
- 2018 – Ye ye
- 2018 – Sosa (feat. Geolier)
- 2019 – Squilla ancora (con Dat Boi Dee e MV Killa)
- 2019 – La bamba (feat. Vale Lambo)
- 2019 – Loco
- 2019 – Gringo
- 2020 – Fuego (con Neves17 e Geolier)
- 2020 – Back in the Business (Freestyle)
- 2020 – Prohibido
- 2021 – Night club (feat. Enzo Dong)
- 2021 – Just for Fun (feat. Yung Snapp)
- 2023 – Lose Control
- 2024 – Contigo
- 2024 – Jet privato (feat. Luchè)

Singoli come artista ospite
- 2014 – Educazione siberiana (MV Killa feat. Lele Blade)
- 2019 – Mama (Roshelle feat. Lele Blade)
- 2019 – Mai (Giaime feat. Lele Blade e Fred De Palma)
- 2019 – Medellin (Ackeejuice Rockers feat. Nomercy Blake, OG Eastbull, Jude & Frank e Lele Blade)
- 2020 – Vamos pa la banca (Dat Boi Dee feat. Geolier, Samurai Jay e Lele Blade)
- 2020 – No pasa nada (Stoner07 feat. Lele Blade)
- 2020 – Banlieue (Axos feat. Lele Blade)
- 2020 – Buongiorno (Gigi D'Alessio feat. Clementino, CoCo, Enzo Dong, Franco Ricciardi, LDA, Lele Blade, MV Killa, Geolier, Samurai Jay e Vale Lambo)
- 2020 – Cchiù fort' (Giulia Molino feat. Lele Blade e Hal Quartièr)
- 2021 – Guagliune (Gigi D'Alessio feat. Enzo Dong, Ivan Granatino,  Lele Blade e Samurai Jay)
- 2021 – Monet (Plug feat. Lele Blade)
- 2021 – No me pidas amor (Alex Duvall feat. Lele Blade)
- 2023 – Sincer (Yung Snapp feat. Lele Blade e Icy Subzero)

Collaborazioni
- 2020 – Tam (Vale Lambo feat. Lele Blade)
- 2020 – Passamontagna (Peppe Soks feat. Lele Blade)
- 2021 – Fa' o' brav' (Rocco Hunt feat. Emis Killa, Yung Snapp, MV Killa, Lele Blade)
- 2022 – Clan (Mikush feat. Lele Blade e MV Killa)
- 2022 – Benjamins (TY1 feat. MV Killa, Yung Snapp e Lele Blade)
- 2023 – In trappola (Geolier feat. Lele Blade)
- 2023 – Alaska (MV Killa feat. Lele Blade)
- 2023 – Panamera (Neves17 feat. Lele Blade)
- 2024 – Rolex (Vale Lambo feat. Lele Blade)
- 2024 – CLS (Geolier feat. Yung Snapp, MV Killa e Lele Blade)

### Con i Kimicon Twinz
- 2012 – Hood Love

### Con Vale Lambo (Le Scimmie)
- 2016 – El Dorado

### Con la SLF
Album in studio
- 2022 – We the Squad, Vol.1
- 2025 – We the Squad, Vol. 2

Singoli
- 2020 – Squad
- 2021 – Ready (feat. Geolier)
- 2022 – Travesuras
- 2022 – Millionaire
- 2024 – Sarò con te (con Geolier)
- 2024 – Replay
- 2024 – My Love! (con Sixpm, Rose Villain ed Ernia)